# Малахов, Геннадий Петрович
Генна́дий Петро́вич Мала́хов (род. 20 сентября 1954, Каменск-Шахтинский, Ростовская область) — российский писатель, разработчик и популяризатор нетрадиционных методов ведения здорового образа жизни, уринотерапевт, автор неакадемических (лженаучных) публикаций о способах оздоровления организма, участник и ведущий ряда специальных телепрограмм, самая известная из которых «Малахов+».

## Биография
Геннадий Малахов родился 20 сентября 1954 года в городе Каменске-Шахтинском Ростовской области.
После школы окончил ПТУ по специальности «электрослесарь».
В 1988 году окончил Центральный институт физической культуры в Москве.
По рассказам самого Малахова, к идее здорового образа жизни он пришёл, когда при попытке завязать со спортом перенёс тяжелейшее заболевание миндалин. Геннадий Малахов попытался справиться с болезнью посредством очищения организма и для этого обратился к некому Юрию Павловичу, практикующему йогу, который сумел методикой «правильного» дыхания поднять его на ноги. Позднее Малахов познакомился с последователем учения П. К. Иванова писателем Владимиром Черкасовым, который дал ему книги Пола Брэгга, Г. Шелтона, Н. Уокера.
В 1986-м Малахов организовал свой клуб «Бодрость», в котором рассказывал, как «чистить печень и правильно питаться», а также проводились занятия йогой, гимнастикой и у-шу.
В середине 1990-х годов вышли первые книги Малахова — «Целительные силы» 1 и 2 тома.

## Телевидение
10 апреля 2006 года в эфир «Первого канала» впервые вышла телепередача о здоровом образе жизни под названием «Малахов + Малахов» с главным ведущим — Геннадием и соведущим — Андреем Малаховым. С 22 мая 2006 года, после ухода из телепередачи Андрея Малахова, передачу переименовали в «Малахов+» и соведущей Геннадия Малахова стала Елена Проклова.
6 сентября 2010 года передача не вышла в эфир и была экстренно заменена программой «Знакомство с родителями», так как Геннадий Малахов не приехал на съёмки. По данным соседей он пытался покончить жизнь самоубийством, но вовремя остановился. 8 сентября Life News, а 9 сентября «Комсомольской правде» он заявил, что у него «не осталось ни физических, ни моральных сил на то, чтобы вести эту программу и дальше», что в последнее время программа «стала тяжелой для восприятия» и «потеряла подлинную народность», и так как программа сменила название на «Малахов + Генералов» и «Малахов + Морозова», он расторгает контракт. Также он пожаловался, что потянул спину во время съёмок одной из передач, и что у него «немеет правая нога, сердце побаливает». В ответ пресс-служба «Первого канала» заявила, что контракт Малахова может быть расторгнут в одностороннем порядке только при условии выплаты крупной неустойки в размере 1,5-2 млн рублей. В связи с этим программа была закрыта. С 25 октября по 9 ноября 2012 выходили повторы в эфире «Первого канала».
В октябре 2010 года стал главным ведущим телепередачи «В гостях у Геннадия Малахова» на Восьмом канале. Тогда он стал известен тем, что публично заявлял о возможности вылечить водкой ветряную оспу.
С января 2011 года снимался в проекте украинского телеканала «Интер» «Здоровенькі були з Малаховим».
С мая 2012 года после двухлетнего перерыва вернулся на российское ТВ, чтобы вести программу «В гостях у Геннадия Малахова» на «Восьмом канале».
Летом 2012 года участвовал в телепередаче «С новым домом» на телеканале «Россия-1» в качестве эксперта по народной медицине.
С 3 декабря 2012 по 28 марта 2014 года — ведущий ток-шоу на «Первом канале» «Доброго здоровьица!» с соведущей Ангелиной Вовк. В 2016 году принимал участие в программе «Таблетка» на «Первом канале». Осенью 2016 года — ведущий программы «Азбука здоровья» на телеканале «ТВ-3».

## Критика
Медики предупреждают, что рецепты, предлагаемые Малаховым, могут привести к тяжёлым последствиям для здоровья, вплоть до летального исхода. Опасность рецептов, пропагандируемых Малаховым (уринотерапия, лечение керосином и т. д.), усугубляется их широкой рекламой в СМИ и выходящих многомиллионными тиражами книгах. Так, В. Д. Тополянский, доцент Московской медакадемии имени Сеченова, называет советы Малахова «ахинеей»:

Малахов говорит, что перемолотые яичная скорлупа и кости морских рыб помогут при коксартрозе. Но это же бред. Коксартроз имеет разную природу, и, не зная причин, этой скорлупой можно довести человека до инвалидности… Ведущий Малахов вызывает у меня одну ассоциацию — Малахов курган в Севастополе, где стоял памятник неизвестному матросу. И я не знаю, сколько людей, наслушавшись его советов, лягут в новом Малаховом кургане. Я уж не говорю о рекомендации при мокром кашле исключить молочные продукты. Мне она представляется фантастической. С видом авгура он вещает, что нам обещают лунные сутки. Оказывается, 14 декабря они будут стимулировать агрессию и аппетит. Когда это говорит какой-нибудь пациент психиатрического отделения, я с ним не спорю. Но и с Малаховым спорить не собираюсь.

С. Варшавчик, телекритик «Новых Известий», сообщает, что «специалисты считают методики оздоровления Геннадия Малахова не иначе как лженаучными».
Юрий Поляков, врач-психиатр, кандидат медицинских наук, считает, что

Для специалистов очевидна лженаучная сущность теорий оздоровления Геннадия Малахова. Ситуация отнюдь не нейтральная. Можно легко продемонстрировать опасность его некоторых рекомендаций. Во-первых, это касается широко разрекламированной им уринотерапии (лечения с использованием мочи). Известно, что в суточном количестве мочи у человека содержится до 20-40 мг кортикостероидов и их метаболитов. Упаривание мочи «по Малахову» приводит к повышению концентрации стероидных гормонов. В результате больным проводится длительное неконтролируемое гормональное «лечение» в недопустимых дозах. Получая дополнительные порции гормонов, кора надпочечников стремительно стареет, итог — болезни пожилого возраста наступят значительно раньше: климакс, остеопороз, ожирение… Другая рекомендация — «чистка печени» большими дозами масла — категорически противопоказана при наличии камней в жёлчном пузыре, она может привести к тяжелейшим осложнениям. Между тем Малахов советует выполнять эту чистку и при жёлчекаменной болезни, по сути ставя пациентов на грань жизни и смерти.

Доктор медицинских наук, профессор кафедры патологической физиологии Московского государственного медико-стоматологического университета Е. В. Малышева в интервью газете «Труд» по-поводу Малахова отметила, что 
Он не мой коллега! Я врач по образованию, профессор и доктор медицинских наук. Коллегой моим может считаться только врач. А люди, которые не имеют образования и бросаются давать советы, — преступники, и во всех странах мира их сажают в тюрьму.

### Скандал в интернете
В сентябре 2009 года сообщение в живом журнале под названием «Малахов+. Куда бы ещё написать, чтоб погромче?» стало самым популярным, согласно сводному рейтингу Яндекса. В нём обсуждалась передача «Малахов+», 17 сентября в которой «показали папу с мальчиком, заболевшим год назад сахарным диабетом 1-го типа, который, благодаря пользованию его господином Малаховым, будто бы „соскочил“ с инсулина». При этом никто не сказал, что на сегодняшний момент диабет неизлечим, а отказ от инсулина при физических нагрузках приводит к самым тяжёлым последствиям. В обсуждении многие высказывали мнение, что использование такой «информации» может привести к тяжелой инвалидности. Автор сообщения также упомянул, что в прокуратуру подана просьба о проверке на наличие состава преступлений, предусмотренных статьями 111 (части 2 «в») «Умышленное причинение вреда здоровью», 235 «Незаконное занятие частной медицинской практикой», 156 «Неисполнение обязанностей по воспитанию несовершеннолетнего» Уголовного Кодекса РФ.
Как заявил кандидат медицинских наук эндокринолог Юрий Редькин в интервью «Комсомольской правде»:

«Особое» дыхание никак не влияет на больного диабетом, а вот приседания могут немного снижать сахар в крови. Но то, что мальчик якобы «излечился», нет никаких заслуг Малахова! Дело в том, что у ребёнка сейчас так называемый «медовый месяц диабета», начинающийся где-то через год после подтверждения диагноза диабет 1-го типа. Уровень инсулина в это время резко поднимается.
Но это естественное течение болезни! И отменять инсулин ребёнку сейчас нельзя. Задача врачей — растягивать «медовый месяц» на как можно более длинный промежуток времени.
Но, к сожалению, со временем болезнь всё равно возвращается. И как переживёт это мальчик — неизвестно!

Главный врач Клиники эндокринологии Московской медицинской академии им. И. М. Сеченова Вячеслав Пронин подтвердил в интервью «Газета.Ru», что «„сжигать сахар“ приседаниями можно, но к излечению от диабета это не приведет, диабет на сегодняшний день вообще неизлечим. К тому же большая физическая нагрузка, к каковой, несомненно, относятся приседания, в свете прекращения применения инсулина приведут к очень плохому прогнозу. Конкретно — к коме и смерти. Положительное влияние специфического резкого дыхания в лечении диабета — тоже ерунда. В общем, если исходить из доказательной медицины, все эти методы не выдерживают никакой критики».
Доктор медицинских наук, профессор, в прошлом — ведущий программы «Без рецепта» на НТВ Яков Бранд так отзывался о методах лечения Малахова: «90 процентов из того, что пропагандирует Малахов — нонсенс, его советы запросто могут нанести вред… Малахов не имеет никакого отношения к народной медицине. Его деятельность вообще опасна».